# Pirita
Pirita (português brasileiro) ou pirite (português europeu), também pirite de ferro ou pirita de ferro é um dissulfeto de ferro, FeS2. Tem os cristais isométricos que aparecem geralmente como cubos, mas também frequentemente como octaedros ou piritoedros (dodecaedros com faces pentagonais). Tem uma fratura ligeiramente desigual e conchoidal, uma dureza de 6-6.5 na escala de Mohs, e uma densidade de 4,95 a 5,10. Devido ao seu brilho metálico e à cor amarelo-dourada, recebeu também o apelido de ouro-dos-tolos (ou ouro-dos-parvos); ironicamente, contudo, pequenas quantidades de ouro podem às vezes ser encontradas disseminadas nas piritas. Com efeito, dependendo da quantidade de ouro, a pirita aurífera pode mesmo ser uma fonte valiosa deste metal precioso. Em piritas podem ocorrer também arsênio, níquel, cobalto e cobre.

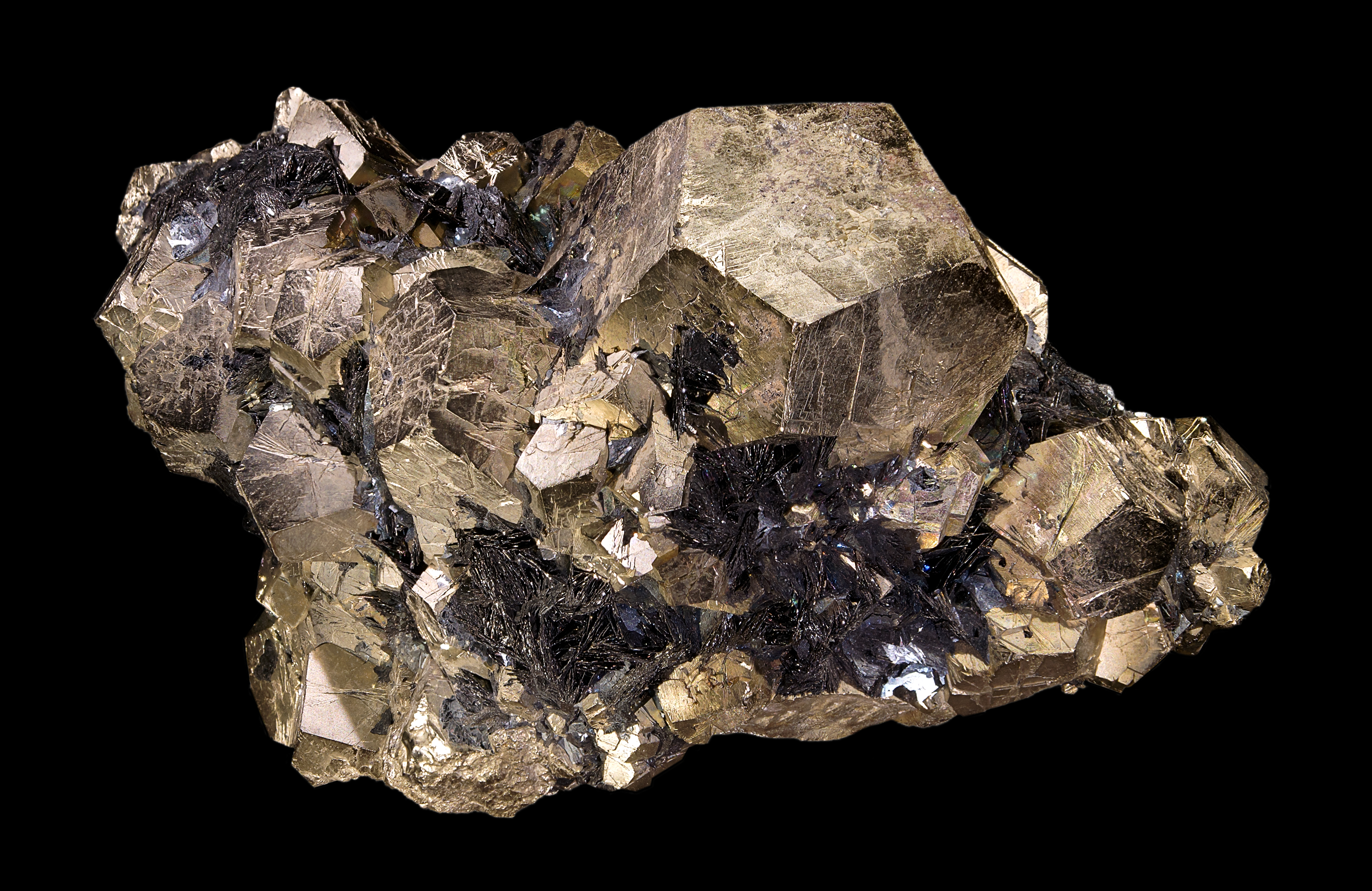
Um aglomerado de cristais de pirita medindo cerca de 4 polegadas (12 cm).

Sob o ponto de vista da química inorgânica clássica, enquanto o estado de oxidação formal do Fe na pirita é 4+ (ou Fe(IV)), a pirita é mais bem descrita como Fe2+(S2)2-. Esta formulação leva em consideração o fato de que os átomos de enxofre na pirita estão ligados entre si por meio de ligações S-S (dissulfeto) bem definidas. Estas unidades de dissulfeto podem ser vistas como derivadas daquelas do dissulfeto de hidrogênio, H2S2.  Em contraste, molibdenita, MoS2, apresenta centros de sulfetos (S2-) isolados e, por conseguinte, o estado de oxidação formal do molibdênio (Mo4+) corresponde ao observado experimentalmente. Sendo encontrado em qualquer parte do mundo, a pirita é o sulfeto mineral mais comum.  Encontra-se geralmente associado com outros sulfetos ou óxidos em veios de quartzo, rocha sedimentar ou rocha metamórfica, em leitos de carvão e também como mineral de substituição nos fósseis.
A pirita exposta ao meio ambiente durante o processo de mineração e escavação pode reagir com oxigênio e água produzindo ácido sulfúrico e lixiviando o solo. Isto é resultado da ação da bactéria Thiobacillus, que obtém energia metabolizando a pirita. Sua oxidação é exotérmica, podendo levar à combustão espontânea dos depósitos de rejeitos nas minas de carvão. Isso polui o ar e leva à formação de chuva ácida. A indústria de papel costumava usar a pirita para a produção de dióxido de enxofre (SO2) e na manufatura de ácido sulfúrico (H2SO4). O nome pirita provém do grego pyr, que significa fogo, provavelmente devido às faíscas que resultam quando é golpeada com um martelo. Esta capacidade a fez popular para o uso em armas de fogo tais como o wheellock.

## Pirita e Marcassita
Pirita é confundida frequentemente com o mineral marcassita, um nome derivado da palavra árabe para pirita, por terem a mesma composição química e propriedades físicas similares.
A marcassita é um polimorfo da pirita, o que significa que, embora ambas tenham a mesma fórmula química, possuem estruturas cristalinas diferentes. O par polimorfo marcassita/pirita é provavelmente o mais famoso ao lado do par diamante/grafita (que são também alótropos).
A pirita é usada frequentemente em joias tal como colares e braceletes, mas, embora os dois minerais sejam similares, a marcassita não pode ser usada em joalherias (ourivesaria) porque tem uma tendência a se desintegrar e virar pó. Um elemento extra de confusão entre marcassita e pirita é o uso desta palavra (marcassita) no comércio da joia: o termo é aplicado às pedras lustradas e facetadas, pequenas, que são embutidas na prata esterlina, mas mesmo que sejam chamadas marcassita, são na realidade pirita.

## Minerais semelhantes
- Arsenopirita (FeAsS) é conhecido como um minério principal do arsênio.  Ao contrário dos cristais cúbicos da pirita regular, o cristal típico da arsenopirita contém uma abóbada da forma de diamante sobre um cristal prismático.  Os cristais têm os ângulos agudos afiados que contrastam com outros sulfetos que têm geralmente somente ângulos obtusos.  Nos cristais, as maclas são comuns, frequentemente dobrando o cristal e às vezes dando forma a cruzes, "x" ou estrelas.  Os cristais são também tipicamente estriados.

Arsenopirita foi considerada inicialmente ortorrômbica, mas sabe-se hoje ser monoclínica.
- Calcopirita (CuFeS2) é também chamado de "pirita de cobre". Ao ser minerado, o mineral tende a apresentar-se inicialmente com uma coloração amarelo-dourada, mas ao ser exposto ao ar, pode tornar-se iridescente.  A calcopirita é tratada às vezes com um ácido para revelar as cores vívidas.  A ocorrência de cristais na calcopirita é muito rara, e ela encontra-se geralmente maciça.  Ocorre em todas as partes do mundo.
- Pirrotita é um sulfeto de ferro e níquel. Tem cor semelhante à da pirita, mas, ao contrário desta, é magnético.